# Beauvais-sur-Matha
Beauvais-sur-Matha – miejscowość i gmina we Francji, w regionie Nowa Akwitania, w departamencie Charente-Maritime.
Według danych na rok 1990 gminę zamieszkiwało 645 osób, a gęstość zaludnienia wynosiła 52 osób/km² (wśród 1467 gmin regionu Poitou-Charentes Beauvais-sur-Matha plasuje się na 464. miejscu pod względem liczby ludności, natomiast pod względem powierzchni na miejscu 705.).